# WASP-26
WASP-26とは、くじら座の方向にある黄色い主系列星である。

## 特徴
| 太陽 | WASP-26A  |
| ---- | --------- |
| 太陽 | Exoplanet |

WASP-26は主系列星の段階を離れようとしている古い恒星で、3800 au 離れた位置に伴星が存在している。伴星は赤色矮星で、有効温度は 4600 K、見かけの等級は13.6である。WASP-26は頻繁にフレアが発生し、それにより大量の紫外線を発している。平均紫外線量はスペクトル分類がF7である主系列星WASP-1に近い。

## 惑星系
2010年にWASP-26（WASP-26A）の周囲を公転するホット・ジュピターであるWASP-26b（WASP-26Ab）が発見された。この惑星の平衡温度は 1660 ± 40 K であるが、測定された温度はそれよりもわずかに高い 1775 K で、惑星の昼側と夜側には目立った差はない。ロシター・マクローリン効果を使用した2011年の研究では、恒星によるノイズが大きいため、主星の赤道面に対する惑星軌道の傾斜角を決定できなかったが、2012年に -34+36
−26° という制約が発表された。
| 名称 （恒星に近い順） | 質量         | 軌道長半径 （天文単位） | 公転周期 (日)   | 軌道離心率 | 軌道傾斜角 | 半径           |
| --------------------- | ------------ | ----------------------- | --------------- | ---------- | ---------- | -------------- |
| b                     | 1.02±0.03 MJ | 0.0400±0.0003           | 2.75660±0.00001 | 0          | 82.5±0.5°  | 1.216±0.047 RJ |